# Psidium cymosum
Psidium cymosum är en myrtenväxtart som beskrevs av Ignatz Urban. Psidium cymosum ingår i släktet Psidium och familjen myrtenväxter. Inga underarter finns listade i Catalogue of Life.